# Изогиета

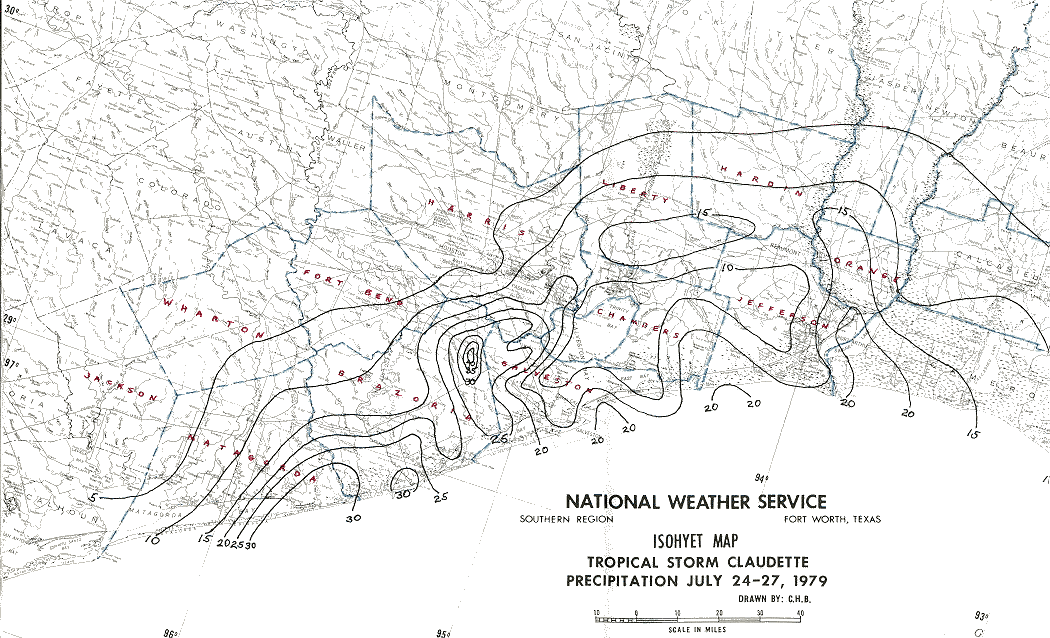
Изогиеты на карте Техаса и западной Луизианы после тропического шторма Клодетт 1979 года

Изогие́та (греч. ί̓σος — равный, одинаковый + ὑετός — дождь) — изолиния, характеризующая количество атмосферных осадков, выпавших за определённый период времени. Изогиета наносится на карту погоды, соединяя точки, в которых выпадает равное количество осадков. Период, за который визуализируются данные может быть выбран по необходимости — например сутки, один или несколько месяцев, сезон или весь год. Также используются средние многолетние суммы осадков за месяц или год.
Поскольку количество осадков значительно влияет на растительный мир, изогиеты иногда используются для определения границ регионов, например, пустынь. Карта изогиет часто определяется рельефом местности — в горных районах изогиеты зависят от распределения высот, экспозиции отдельных склонов, а также от крупных форм рельефа. Значительные преграды на пути воздушных масс могут создавать такие эффекты, как дождевая тень.
В начале XX века существовало лишь 3 обширные области, для которых изогиеты могли быть проведены довольно точно: Европа (кроме Балканского полуострова), Соединённые Штаты и Индия (с западной частью полуострова Индокитай).